# Ceramica pseudocalcidese

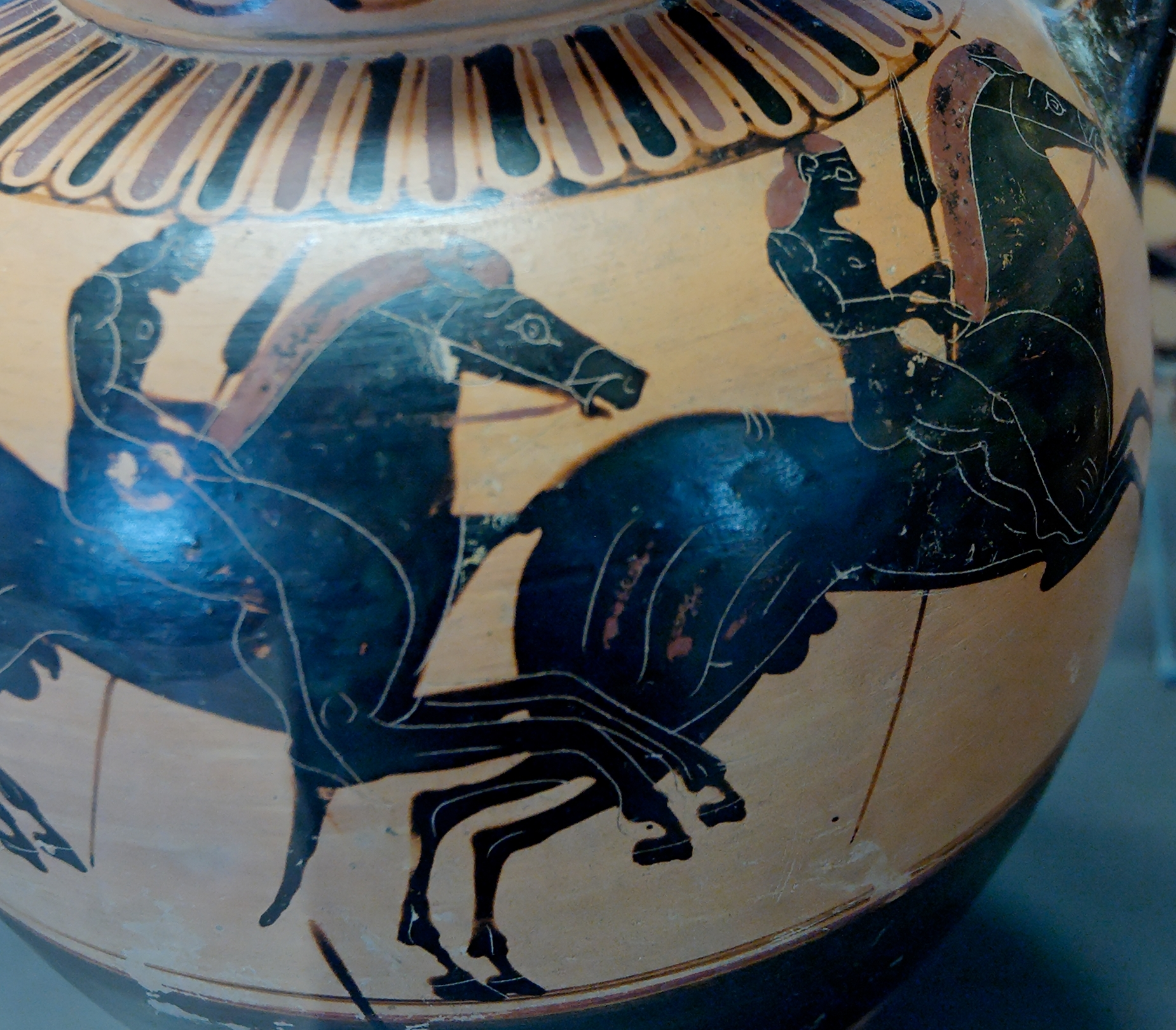
Gruppo di Polifemo, anfora pseudocalcidese, Parigi, Museo del Louvre E 812.

Con il termine pseudocalcidese si indicano due gruppi ceramici a figure nere della seconda metà del VI secolo a.C. che Andreas Rumpf ha distinto dalla ceramica "calcidese" propriamente detta, dalla quale sono tuttavia fortemente influenzati; l'analisi delle argille ha confermato l'affinità tra i due gruppi e la loro distinzione da quest'ultima. Si tratta del Gruppo dell'anfora di Memnon (l'anfora eponima di questo gruppo era scomparsa per un lungo periodo ed è riapparsa sul mercato antiquario) e del Gruppo dell'anfora di Polifemo. Come per la ceramica "calcidese" il luogo di produzione è sconosciuto; esemplari di questi gruppi sono stati trovati in Etruria e più raramente nel sud Italia e in Sicilia; è stato proposto che siano opera di ceramisti di origine ionica insulare attivi in Etruria e impegnati nella concorrenza alla più diffusa produzione "calcidese", riunendo elementi stilistici di differente provenienza (Fulvio Canciani), ma più di recente è stato proposto (Mario Iozzo) che i due gruppi - che per concezione generale, per stile e in definitiva persino per la tecnica non possono essere troppo distinti dai vasi "calcidesi" - siano semplicemente il prodotto di un'altra bottega, attiva nel medesimo ambiente culturale, ma che attingeva a banchi di argilla non molto distanti da quelli che rifornivano la prima.
Il Gruppo di Polifemo è il più numeroso, con circa 60 vasi attribuiti, e il più antico, datato al momento centrale della produzione "calcidese", tra il 540 a.C. e il 520 a.C.; il Gruppo di Memnon comprende dodici esemplari o poco più, è databile agli anni 530-520 a.C. e presenta, sull'anfora eponima, iscrizioni in alfabeto ionico. Alcuni elementi stilistici di entrambi i gruppi richiamano la bottega del pittore Lydos.